# Open the Gate
Open the Gate è un triplo album (doppio CD) reggae/dub di Lee Perry e The Upsetters, prodotto da Lee "Scratch" Perry contenente produzioni del cosiddetto periodo Black Ark e pubblicato in Gran Bretagna dall'etichetta Trojan nel 1989.
Il disco contiene materiale registrato nel periodo compreso tra il 1974 e il 1976 presso i Black Ark studios, gli studi di registrazione di Lee Perry.

## Tracce

### Disco 1
1. Words - Anthony Davis & Lee Perry
2. Vampire - Devon Irons & Doctor Alimantado
3. Babylon Falling - The Heptones
4. Version - The Upsetters
5. Mistry Babylon -The Heptones
6. Version - The Upsetters
7. Garden Of Life - Leroy Sibbles

### Disco 2
1. History - Carlton Jackson
2. Sons Of Slaves - Junior Delgado
3. Open The Gate - Watty Burnett
4. Talk About It - The Diamonds
5. Yama-Ky - The Upsetters
6. Cherry Oh Baby - Eric Donaldson
7. Rainy Night In Portland - Watty Burnett

### Disco 3
1. Ruffer Ruff - Horace Smart
2. Ruffer Dub - The Upsetters
3. Nickodeemus - The Congos
4. Know Love - The Twin Roots
5. City Too Hot - Lee Perry
6. Bionic Rats - Lee Perry
7. Bad Weed - Junior Murvin